# Palacio de Neustrelitz

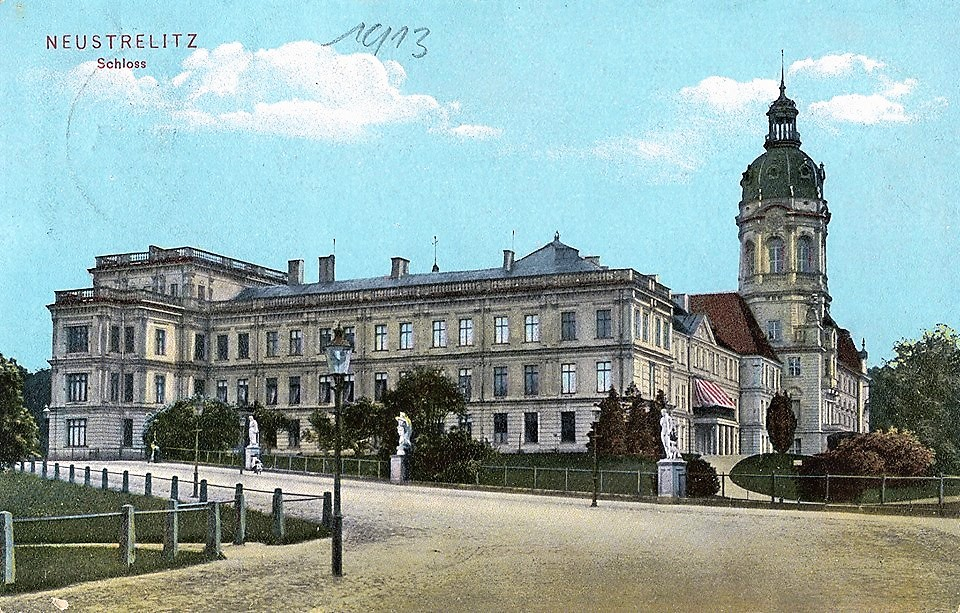
El Palacio de Neustrelitz en torno a 1920.

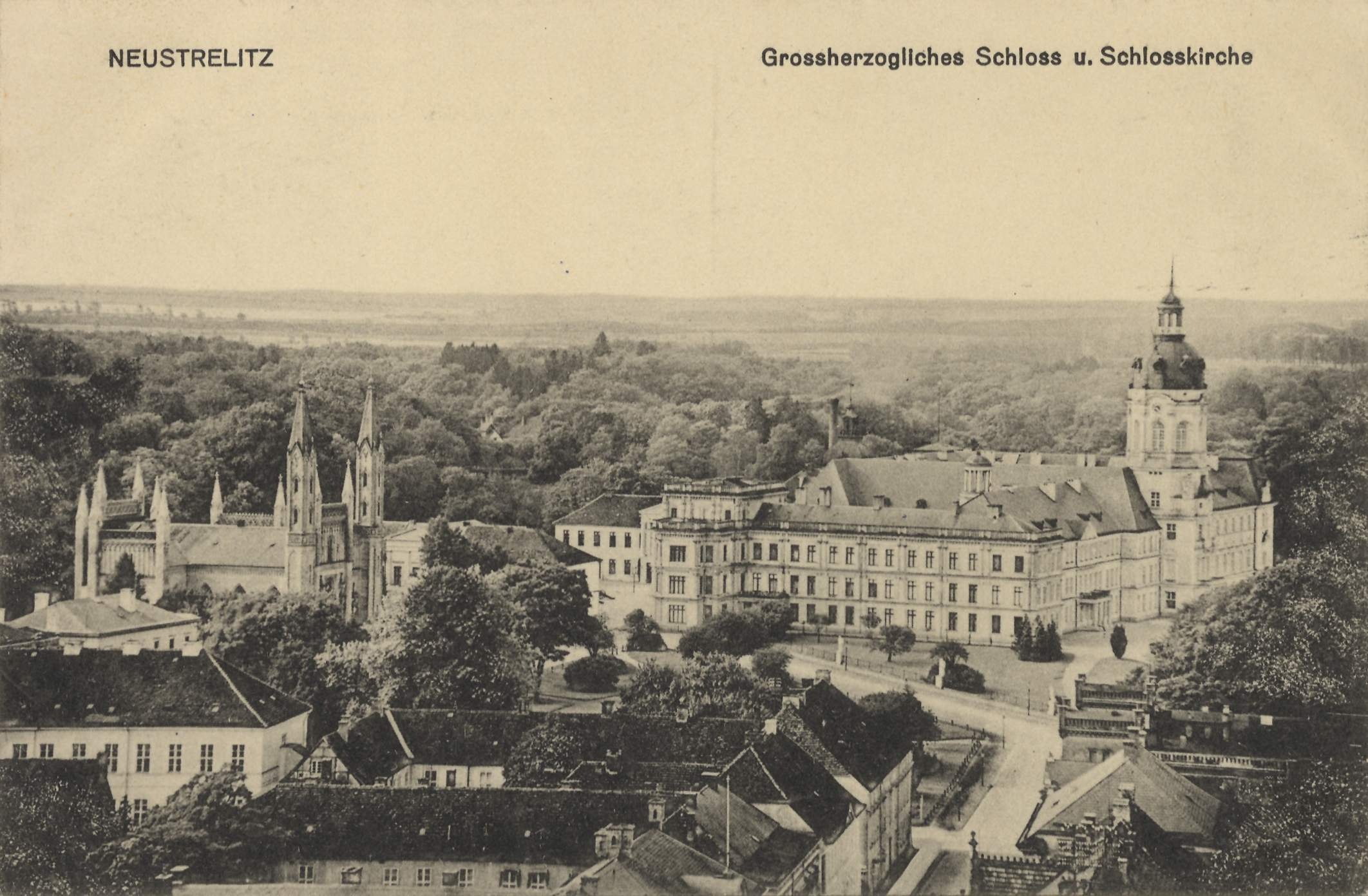
El Palacio de Neustrelitz.

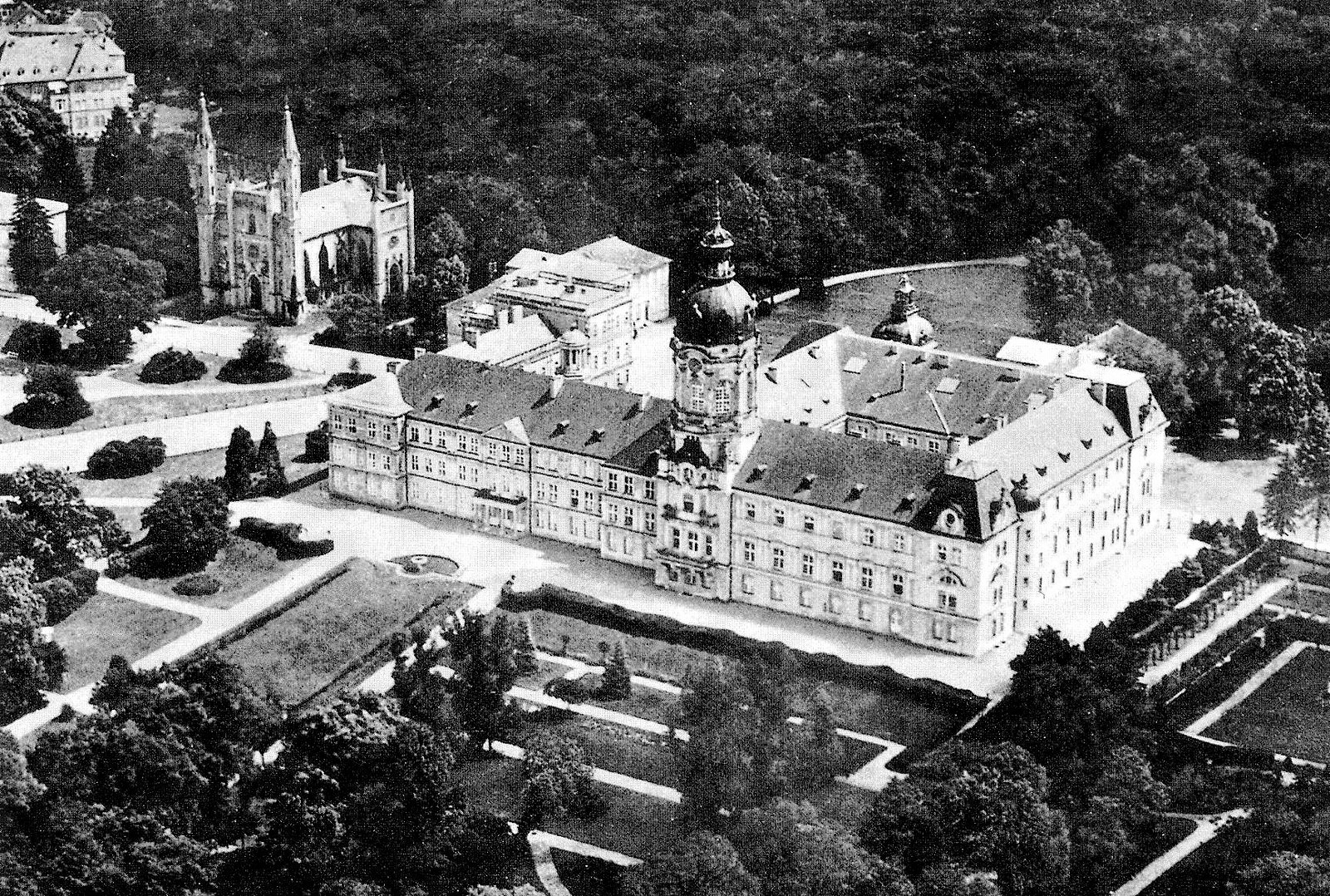
El Palacio de Neustrelitz en torno a 1920.

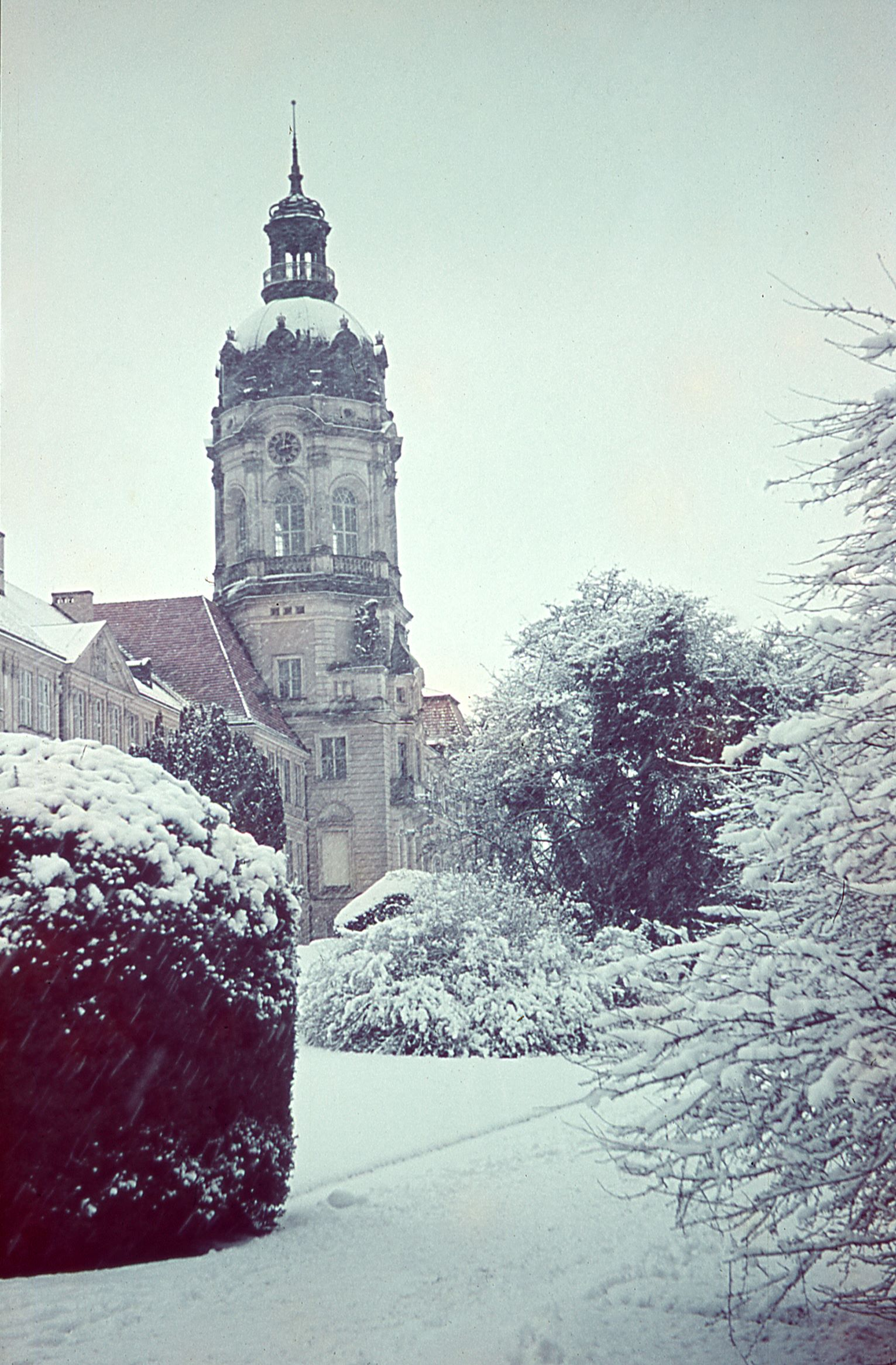
La Torre del Palacio de Neustrelitz en el invierno de 1940.

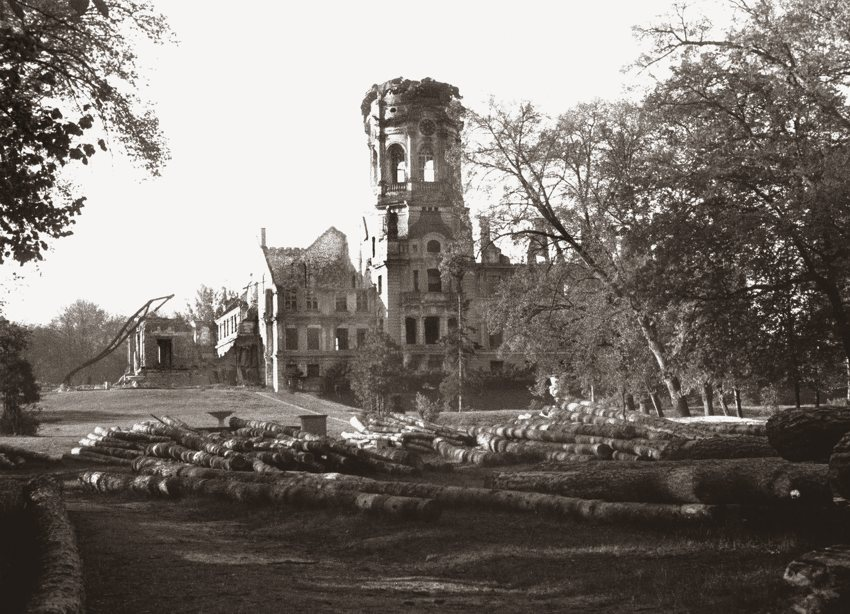
Ruinas del Palacio de Neustrelitz alrededor de 1949.

El  Palacio de Neustrelitz (en alemán: Schloss Neustrelitz) en Neustrelitz en Mecklemburgo-Pomerania Occidental, Alemania fue un palacio principesco, que sirvió mayormente como la residencia principal de los Grandes Duques de Mecklemburgo-Strelitz. El palacio fue destruido durante la II Guerra Mundial y no fue reconstruido, aunque era posible. Solo el parque permanece en la actualidad.

## Historia
El Palacio de Neustrelitz fue construido originalmente como pabellón de caza en Glienke junto al lago Zierker en torno a 1710/1711. Después del incendio del castillo en Strelitz en la víspera del 24 de octubre de 1712, la familia ducal se vio obligada a vivir en pabellones de caza durante varios años. El arquitecto Christoph Julius Löwe transformó el pabellón de caza en un palacio de estilo barroco de tres plantas y tres alas. Se convirtió en la residencia principal del duque Adolfo Federico en 1733. Junto al palacio, fue construida la ciudad de Neustrelitz que finalmente se convertiría en la nueva capital del ducado. A lo largo de los años el palacio fue ampliado y cambió, por último entre 1905 y 1909. Permaneció como la sede del Duque y los Grandes Duques hasta 1918 cuando la monarquía llegó a su fin en Alemania. El palacio pasó a ser propiedad del nuevo Estado Libre de Mecklemburgo-Strelitz. Sirvió como parlamento y museo. El Palacio fue destruido durante un incendio en la noche del 29 de abril de 1945. Aunque partes del palacio podrían haberse restaurado, el régimen comunista de Alemania Oriental decidió demolerlo por razones ideológicas. Solo permanecieron los cimientos. 

## Reconstrucción
En la década de 1990, hubo iniciativas para reconstruir secciones del palacio. Finalmente en diciembre de 2019, el Gobierno de Pomerania y la Alcaldía de Neustrelitz firmaron un acuerdo para limpiar el sótano del castillo sobreviviente de arena, construir un techo de hormigón sobre él, y empezar la planificación para la reconstrucción de la torre.
Después de diez años de restauración y reconstrucción, los Jardines del Palacio de Neustrelitz fueron reabiertos al público en el verano de 2019.